# 卡斯蒂利翁罗伊
卡斯蒂利翁罗伊，是西班牙阿拉贡自治区韦斯卡省的一个市镇。总面积38平方公里，总人口427人（2001年），人口密度11人/平方公里。